# La Voix de la France
La Voix de la France est une station de radiodiffusion généraliste française d’État en ondes courtes à diffusion internationale qui succède à Paris-Mondial et émet du 1er août 1941 au 17 août 1944.

## Histoire
La France occupée en 1940 se trouve inféodée à l'Allemagne nazie. La convention d'armistice du 22 juin 1940 neutralise les derniers moyens d'action dont dispose encore le gouvernement français dans le domaine de l'information. L'article 14 de cette convention qui entre en application le 25 juin 1940, prévoit que : « Tous les postes émetteurs de TSF se trouvant en territoire français doivent cesser sur-le-champ leurs émissions. La reprise des transmissions par TSF dans la partie du territoire non occupée sera soumise à une réglementation spéciale »;
Aussitôt, les Allemands prennent possession de tous les émetteurs situés en zone occupée, dont le centre émetteur d'Allouis qui diffusait Paris-Mondial en ondes courtes jusqu'au 17 juin 1940, et remettent en service Paris-Mondial le 20 juillet 1940 sous le nom de Radio-Paris Mondial, chargé de propager à travers le monde la propagande allemande en français en diffusant les programmes de la version allemande de Radio-Paris contrôlée par la Propaganda-Abteilung Frankreich. Le gouvernement français n'a pas accès à ce programme. Le maréchal Pétain qui est conscient de l'enjeu de la radio pendant le conflit obtient que la Radiodiffusion nationale (établissement public qui compte alors 14 stations à une époque où les Français détiennent 5 millions de postes) soit autorisée à créer deux radios en zone libre, Radio nationale en juillet 1940 puis La Voix de la France.
Au début de l'année 1941, les Britanniques et les Japonais menacent de plus en plus les possessions françaises d'outre-mer. Parallèlement, la France libre tente de rallier à sa cause certains territoires de l'Empire colonial français par le biais de son agence France Libre qui lance des campagnes de dénigrement contre le gouvernement français de Vichy, notamment en Indochine française, campagnes déjà entamées par les Britanniques immédiatement après la rupture des relations diplomatiques entre Vichy et Londres. Le ralliement de l'Afrique-Équatoriale française à la  France libre en août 1940 permet également à cette dernière d'émettre en ondes courtes depuis le 11 septembre 1940 à partir de ce territoire sa propre radio de propagande, Radio Brazzaville, qui peut être entendue dans toute l'Afrique francophone et une partie de la métropole. Face à ces menaces et souhaitant rapidement rétablir un lien avec l'Empire colonial français qui lui est resté fidèle pour y relayer ses idées, le gouvernement français de Vichy adresse aux autorités d'occupation allemandes une demande d'autorisation d'émission d'un poste spécifiquement dirigé vers les colonies qui serait diffusé depuis le centre émetteur ondes courtes d'Allouis. Le gouvernement français reçoit l'autorisation spéciale de l'occupant allemand le 20 juillet 1941. 
Le 1er août 1941 est inauguré à Vichy la nouvelle station qui se présente comme "le poste d'ondes courtes au service de l'Empire" et prend le nom de la Voix de la France, voix chargée de répandre les thèmes du "renouveau français". La Voix de la France émet vers les pays arabes, l'Espagne, le Portugal, les Amériques et la Roumanie.
Le 17 août 1944, les Allemands, dans leur retraite, détruisent à l'explosif le centre émetteur d'Allouis, mettant fin à la diffusion de la Voix de la France.

## Organisation

### Dirigeants
Directeurs
- André Demaison : 1er août 1941 - 26 avril 1942
- Léon Boussard : 27 avril 1942 - 17 août 1944

### Mission
La mission dévolue à la Voix de la France est de répandre les thèmes de la Révolution nationale à travers l'Empire colonial français.

### Siège
La Voix de la France est un service de la Radiodiffusion nationale dont le siège se situe au Casino de Vichy. 

## Programmes
Le programme diffusé par la Voix de la France est constitué de reprises d'émissions diffusées sur la Radio nationale. Toute la partie informative et les commentaires politiques sont inspirés, sinon dictés par le Secrétariat Général de l'Information et de la Propagande : "La Voix" les fait parvenir dans leur langue aux colonies. 

## Diffusion
La Voix de la France est diffusée sur les longueurs d'onde de 19,68 mètres et 25,33 mètres par un émetteur en ondes courtes de 100 kW du centre Ondes Courtes d'Allouis. Toutefois, une partie des capacités d'émission du centre "Mondial" d'Allouis étant utilisée par les Allemands à leur profit à la suite des accords d'armistice, le gouvernement français, dans un souci d'autonomie, décide, fin 1941, de construire deux centres ondes courtes en zone libre à Toulouse-Muret, ainsi qu'à Marseille, à proximité de l'émetteur ondes moyennes de Réaltort, dont les travaux débutent l'année suivante. Chacun d'eux comporte deux émetteurs de 25 kW qui ne sont presque pas utilisés.